# Littleton (Spelthorne)
Littleton – wieś w Anglii, w hrabstwie Surrey, w dystrykcie Spelthorne. Leży 26 km na południowy zachód od centrum Londynu.